# Fabio Metitieri
Fabio Metitieri (Torino, 28 novembre 1958 – Milano, 16 aprile 2009) è stato un giornalista e saggista italiano, esperto di informatica, Internet, e comunicazione in rete.

## Biografia
Laureato in scienze agrarie, nel 1987 vince una borsa di studio per un corso di informatica, organizzato dal Centro Ghiglieno di Ivrea. Dipendente del CSI-Piemonte dal 1987 al maggio 1996, si è occupato inizialmente di sviluppare le parti relative alla connettività pc-mainframe e all'area office automation; in seguito è stato incaricato responsabile di una procedura gestionale in ambienti VM/CMS e SQL/DS, su IBM 9370 e AS/400.
Dal 1992 ha cominciato a occuparsi di Internet, con l'allestimento di un Gopher server e di un web server e con la preparazione di documentazione tecnica o divulgativa; ha collaborato alla stesura progetti per le "Scuole in Internet" e per la parte OPAC del Servizio Bibliotecario Nazionale. È stato membro di alcuni gruppi del Gruppo per l'armonizzazione delle reti di ricerca (GARR).

### L'attività pubblicistica
Dal 1996 ha lavorato in proprio come divulgatore, autore di manuali, traduttore tecnico-informatico e docente. Dallo stesso anno è iscritto all'elenco dei giornalisti pubblicisti. Dal 1994 al 1997 ha collaborato con la rivista Virtual, curando anche una rubrica di risposte alle domande dei lettori in materia Internet.
Tra il 1996 e il 2000 ha scritto per Inter.net, Internet news, Il Mediario, Happy Web, e per le pubblicazioni digitali la Repubblica online, Elettrica/mente e Apogeonline. Nel 2000 ha collaborato con E-business trade; nel 2001 ha preparato la parte dedicata alle tecnologie dei cd Rom "Equest" sulla new economy, allegati a Il Mondo, curandone anche le interviste video.
Dall'inizio del 1997 ha collaborato con Week.it, sul quale ha pubblicato circa 700 articoli. Ha scritto articoli e recensioni anche per Zerouno. Dal 2000 al 2003 ha collaborato con Panorama Web, sul quale ha curato anche due rubriche, una sulla connettività e sulle offerte degli Isp italiani e l'altra sui motori di ricerca. Chiuso questo supplemento, ha scritto saltuariamente su Panorama cartaceo.
Dal 2001 al 2003 ha scritto per Jack, nelle sezioni dedicate a Internet, ai pc, o ai cellulari. Da luglio 2002 ha ripreso la collaborazione con Internet news, scrivendo servizi e curando per circa quattro anni la pagina di recensioni librarie "Letti per voi", poi passata sulla rivista Internet.pro. Per "Internet.pro" dal 2004 ha scritto anche le pagine della rubrica "Idee e profili", con interviste a manager e a tecnici di aziende dell'ICT. Dalla fine del 2003 alla fine del 2005 ha collaborato con l'inserto de Il Sole 24 Ore @lfa.
Nello stesso periodo ha collaborato con la trasmissione Mondo Web della Radio svizzera italiana. Da settembre del 2005 ha scritto servizi per la rivista Italia grafica, e iniziato la collaborazione con Biblioteche Oggi. Dal 2008 ha scritto per la pagina di tecnologia del Corriere del Ticino.
Per le dispense Scrivere di De Agostini, pubblicate nel 2007-2008, ha preparato interventi sulla scrittura on line in ambienti sincroni (dalle chat a Second Life), sullo stile delle email di lavoro, sulla crittografia, sulla comunicazione nei forum e nei gruppi di discussione, e sull'inglese usato in Internet. Le dispense sono state ripubblicate da la Repubblica a partire dalla primavera del 2008.
Dalla fine del 2006 ha preparato una quindicina di interventi su Second Life (SL) per la trasmissione Mondo Web della Radio svizzera italiana. A maggio del 2007 ha preparato un servizio su SL per Biblioteche Oggi. Durante il 2007 ha scritto una ventina articoli in SL per la rivista online anglosassone SLNN.com; nello stesso periodo ha scritto articoli ed editoriali su SL per Week.it. Da settembre 2007 ha pubblicato articoli e servizi su SL e altri argomenti per il mensile economico Espansione, e ancora a SL ha dedicato una pagina del Corriere del Ticino a maggio 2008.

### L'attività come saggista
I manuali sulle biblioteche in rete scritti con Riccardo Ridi, prima per Apogeo e poi per Laterza, hanno venduto circa 12 000 copie (2009). I saggi sulla comunicazione, invece, prima con Apogeo e poi con FrancoAngeli, hanno venduto più di 4 000 copie (2009).

### L'attività come docente
A gennaio 2003 è docente del modulo «Fonti di informazione» (16 ore) per il Master «Campus multimedia» organizzato da Mediaset e dalla Scuola di specializzazione in studi sull'Amministrazione pubblica (Spisa) dell'Università di Bologna.
Nel febbraio 2004 è docente del modulo «Fonti di informazione on line» (16 ore) per il Corso di alta formazione «Cultural valorization manager» (Cvm) organizzato da Laterza e Tecnopolis-Csata, con finanziamenti dell'Unione Europea.

### L'attività come traduttore
Ha tradotto la Guida a Front page '97, per Apogeo, e "Strategie competitive nell'industria del software" (2000).

## Pubblicazioni
- Fabio Metitieri, Giuseppina Manera, Incontri virtuali, la comunicazione interattiva su Internet, Apogeo, 1997. ISBN 9788873033325
- Fabio Metitieri, Riccardo Ridi, Ricerche bibliografiche in Internet. Strumenti e strategie di ricerca, Opac e biblioteche virtuali, Apogeo, 1998. ISBN 9788873034315
- Fabio Metitieri, Giuseppina Manera, Dalla email al chat multimediale. Comunità e comunicazione personale in Internet, Franco Angeli, 2000. ISBN 9788846420077
- Fabio Metitieri, Comunicazione personale e collaborazione in Rete. Vivere e lavorare tra email, chat, comunità e groupware, Franco Angeli, 2003. ISBN 9788846443168
- Fabio Metitieri, Riccardo Ridi, Biblioteche in Rete. Istruzioni per l'uso, 2007 (3a ediz). ISBN 9788842076636
- Fabio Metitieri, Il grande inganno del web 2.0, Laterza, 2009. ISBN 9788842089179